# 1538 Detre
1538 Detre è un asteroide della fascia principale. Scoperto nel 1940, presenta un'orbita caratterizzata da un semiasse maggiore pari a 2,3623503 UA e da un'eccentricità di 0,2178575, inclinata di 9,43402° rispetto all'eclittica.
L'asteroide è dedicato all'astronomo ungherese László Detre (1906-1974).